# Tegenaria
Genre
Synonymes
- Arachne Audouin, 1826
- Trichopus Templeton, 1834
- Philoica C. L. Koch, 1837
- Drassina Grube, 1861
- Mevianops Mello-Leitão, 1941
- Philoicides Mello-Leitão, 1944
- Iamatega Kishida, 1955
- Sabitega Kishida, 1955

Tegenaria est un genre d'araignées aranéomorphes de la famille des Agelenidae.
En français, elles sont pour certaines appelées tégénaires (nom féminin). Cependant des espèces parfois appelées tégénaires appartiennent aux genres Aterigena, Eratigena ou Malthonica.

## Distribution
Les espèces de ce genre se rencontrent en écozone paléarctique sauf Tegenaria chiricahuae aux États-Unis, tandis que Tegenaria domestica, Tegenaria pagana et Tegenaria parietina sont pratiquement cosmopolites par introduction. Les espèces indomalaises sont d'affinités génériques incertaines pour Bolzern, Burckhardt et Hänggi en 2013.
Sur les 130 espèces de tégénaires connues au monde (Tegenaria, Aterigena, Eratigena et Malthonica), environ 70 peuvent être trouvées en Europe. Avec un total de 83 espèces décrites, Tegeneria est le genre le plus diversifié en Europe, bassin dont elle est probablement originaire.

## Habitat
Ces araignées occupent des habitats variés : pelouses, milieux ouverts, micro-habitats rudéraux. Certaines sont devenues synanthropes (araignées domestiques).

## Description

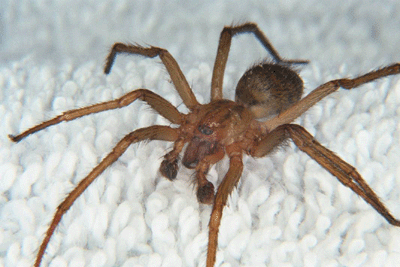
Ce mâle Tegenaria porte des bulbes copulateurs au bout de ses pédipalpes.

### Généralités
Ces araignées, de couleur brun foncé à noire, mesurent de 20 à 25 mm pour les plus grandes espèces ; avec les pattes, elles mesurent environ 5 cm, et jusqu'à 10 cm.
Le mâle adulte se reconnaît à la présence d'organes d'accouplement, appelés bulbes copulateurs, situés au bout des pédipalpes.
Malgré leur taille, elles sont inoffensives pour les êtres humains. Bien que leurs chélicères soient imposantes, les crochets à l'extrémité de ces tiges sont rarement assez puissants pour pénétrer l'épiderme humain et elles préféreront généralement s'enfuir ou faire le mort. Même menacées ou acculées, elles ne sont pas agressives. Leurs très rares morsures ne sont pas douloureuses,. Dans l'imaginaire collectif, la morsure de la Tégénaire des champs provoquerait des nécroses tissulaires.

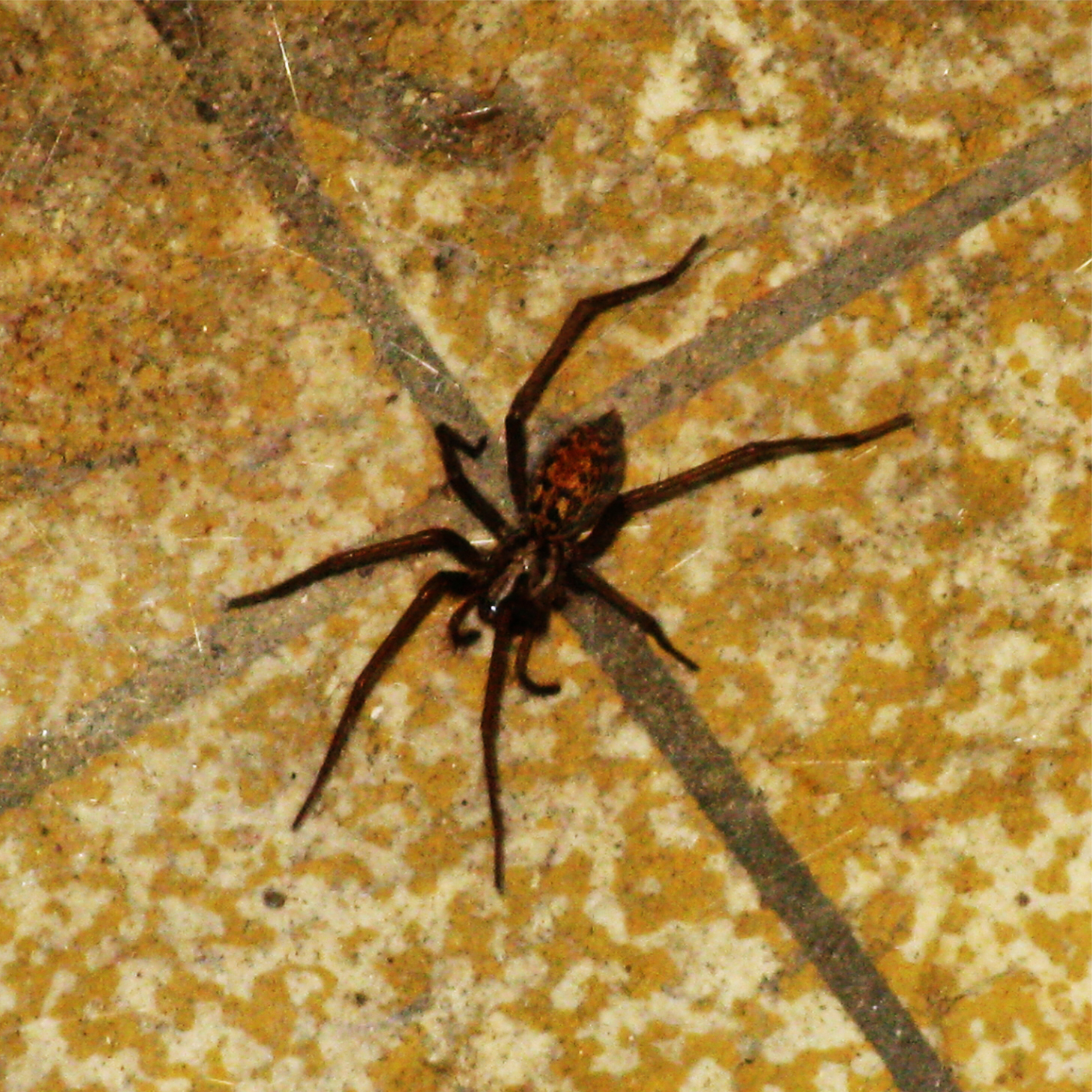
Cette jeune Tegenaria a perdu une patte (phénomène d'autotomie), qui pourra repousser partiellement avec les prochaines mues.

### Détermination

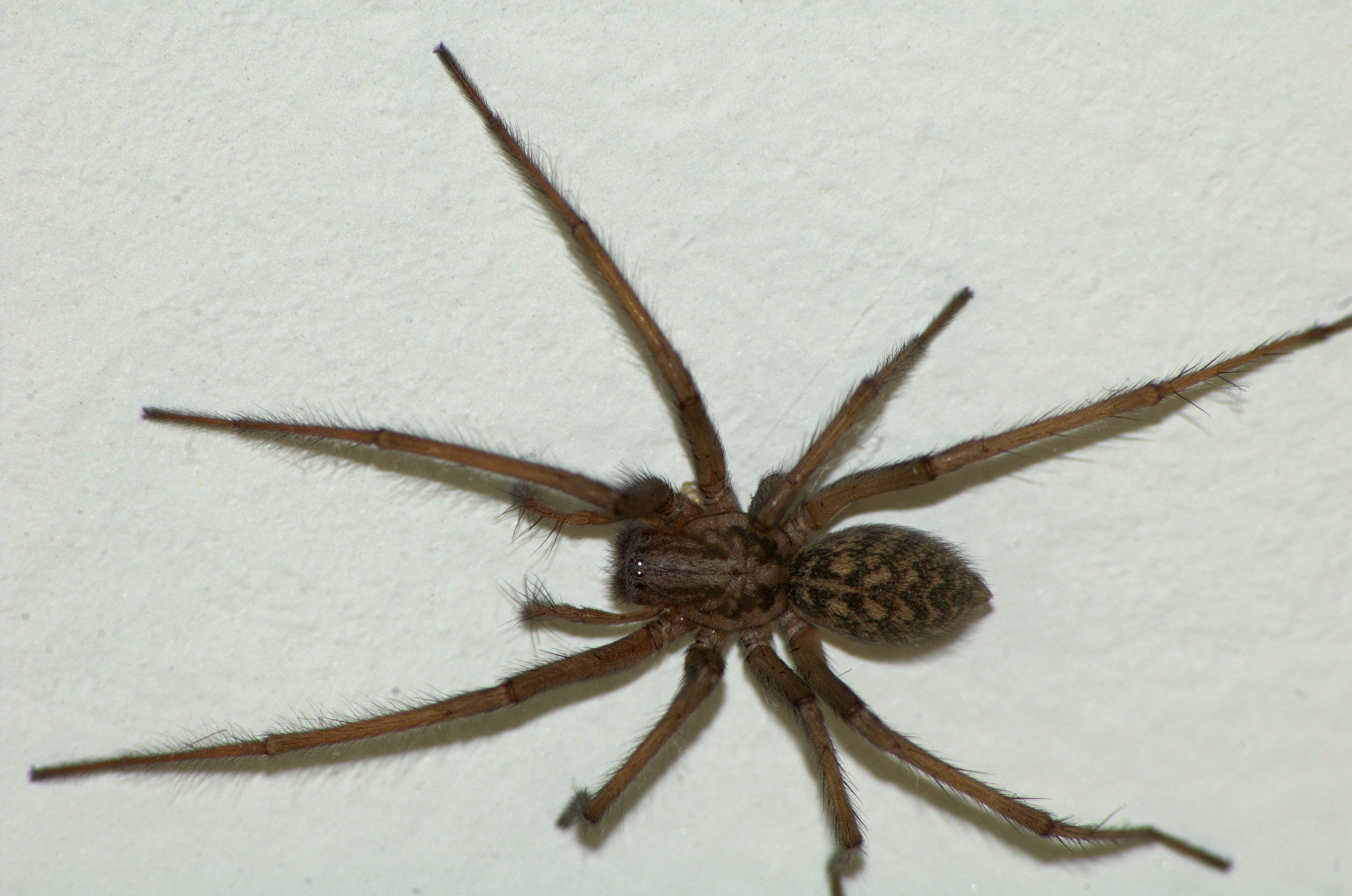
Tegenaria domestica.

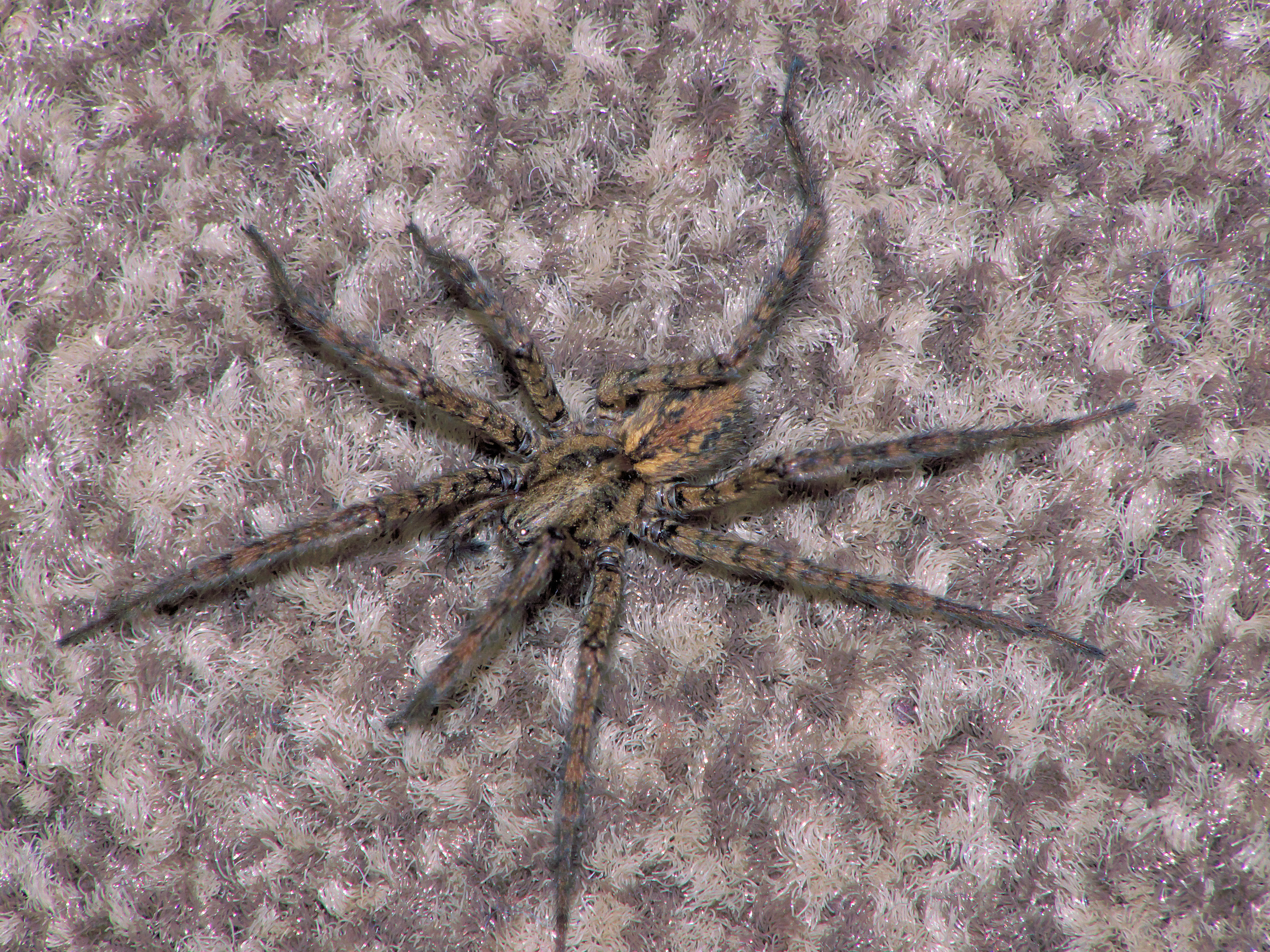
Tegenaria ferruginea.

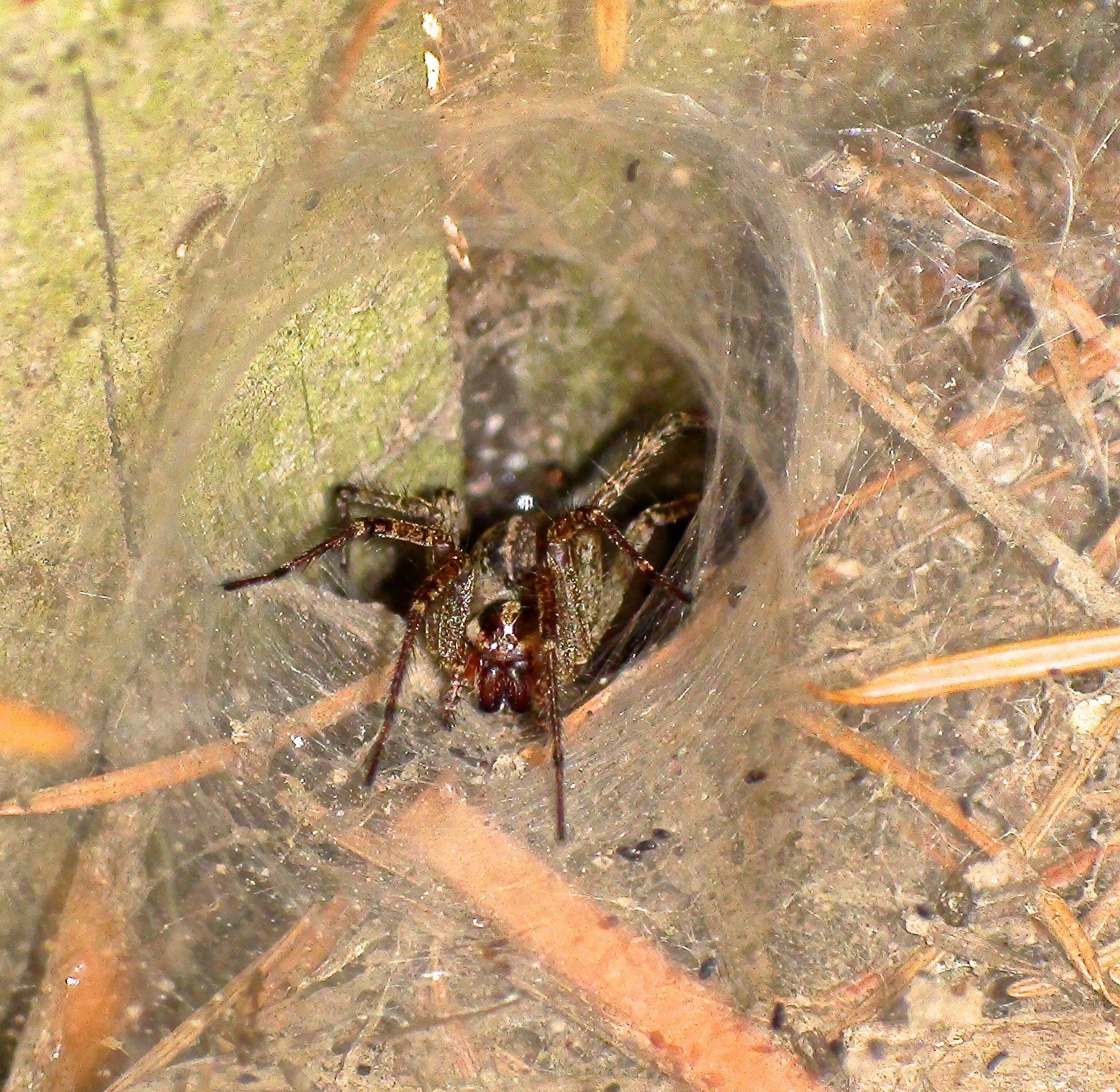
Les toiles des tégénaires sont très repérables en forme de nappe plus épaisse reliée à un entonnoir qui sert de retraite attenante.

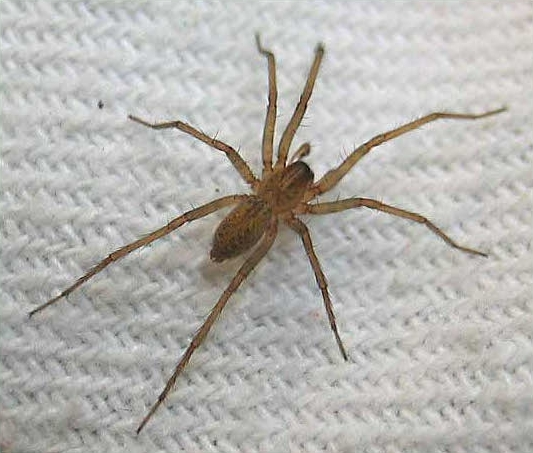
Tegenaria silvestris.

Outre les tailles, formes et couleur du corps et des organes (filière, bulbe copulateur), un des critères diagnostiques est le motif de la face sternale du céphalothorax (équivalent du sternum chez l'araignée) ainsi que le motif des dessins abdominaux fins (tache cardiaque, folium, rangs de taches reliés par des chevrons) qui varient selon les espèces et sous-espèces. Comme les Agelena, elles tissent des toiles (constituées d'une nappe de soie irrégulière et très dense, et d'un entonnoir qui mène à la retraite) parallèlement au sol, souvent dans les buissons ou sur les rebords de fenêtres, mais se distinguent de ces dernières par leur tête, équipée de huit yeux disposés sur deux rangées horizontales nettement procurvées (concaves). Elles se distinguent aussi des Lycosidae équipées de trois rangées d'yeux, une pour les quatre petits yeux antérieurs, une autre pour les deux gros yeux postérieurs et une dernière, au milieu des deux autres, pour deux autres yeux, les quatre yeux postérieurs formant une ligne récurvée. Affectionnant les recoins chauds, ces arachnides sont pratiquement aveugles mais perçoivent les vibrations les plus minimes. Certaines espèces synanthropes font partie des araignées domestiques que l'on rencontre le plus souvent dans les baignoires ou les éviers des maisons car elles n'arrivent pas à escalader des parois aussi lisses.
Cependant, les critères différentiels ne sont pas assez constants pour distinguer à l'œil nu plusieurs tégénaires, et nécessitent l'observation au microscope des organes génitaux (bulbe copulateur ♂ ou épigyne ♀).

## Venin
Bien que les tégénaires soient inoffensives, l'imaginaire collectif, nourri par l'arachnophobie et relayé par la presse qui verse dans le sensationnalisme, rapporte des cas de tégénarisme, envenimation nécrosante due à la Tégénaire des champs,.

## Liste des espèces
Selon World Spider Catalog (version 26,21/04/2025) :
- Tegenaria abchasica Charitonov, 1941
- Tegenaria achaea Brignoli, 1977
- Tegenaria adomestica Guseinov, Marusik & Koponen, 2005
- Tegenaria agnolettii Brignoli, 1978
- Tegenaria alamto Zamani, Marusik & Malek-Hosseini, 2018
- Tegenaria angustipalpis Levy, 1996
- Tegenaria anhela Brignoli, 1972
- Tegenaria annae Bolzern, Burckhardt & Hänggi, 2013
- Tegenaria annulata Kulczyński, 1913
- Tegenaria argaeica Nosek, 1905
- Tegenaria ariadnae Brignoli, 1984
- Tegenaria armigera Simon, 1873
- Tegenaria arsacia Zamani & Marusik, 2019
- Tegenaria averni Brignoli, 1978
- Tegenaria azilaneensis Lecigne, 2025
- Tegenaria ballarini Zamani, Kaya & Marusik, 2024
- Tegenaria bayeri Kratochvíl, 1934
- Tegenaria bayrami Kaya, Kunt, Marusik & Uğurtaş, 2010
- Tegenaria beyazcika Zamani, Kaya & Marusik, 2024
- Tegenaria boitanii Brignoli, 1978
- Tegenaria bosnica Kratochvíl & Miller, 1940
- Tegenaria bozhkovi (Deltshev, 2008)
- Tegenaria brinikhi Ponomarev, Mikhailov & Shmatko, 2024
- Tegenaria campestris (C. L. Koch, 1834)
- Tegenaria capolongoi Brignoli, 1977
- Tegenaria carensis Barrientos, 1981
- Tegenaria chebana Thorell, 1897
- Tegenaria chiricahuae Roth, 1968
- Tegenaria chumachenkoi Kovblyuk & Ponomarev, 2008
- Tegenaria circeoensis Bolzern, Burckhardt & Hänggi, 2013
- Tegenaria comnena Brignoli, 1978
- Tegenaria comstocki Gajbe, 2004
- Tegenaria concolor Simon, 1873
- Tegenaria cottarellii Brignoli, 1978
- Tegenaria croatica Bolzern, Burckhardt & Hänggi, 2013
- Tegenaria dagestana Ponomarev, Mikhailov & Shmatko, 2024
- Tegenaria daiamsanesis Kim, 1998
- Tegenaria dalmatica Kulczyński, 1906
- Tegenaria daylamanica Zamani & Marusik, 2019
- Tegenaria decolorata Kratochvíl & Miller, 1940
- Tegenaria dentifera Kulczyński, 1908
- Tegenaria domestica (Clerck, 1757)
- Tegenaria egrisiana Zamani, Kaya & Marusik, 2024
- Tegenaria eleonorae Brignoli, 1974
- Tegenaria elysii Brignoli, 1978
- Tegenaria epacris Levy, 1996
- Tegenaria eros Zamani & Marusik, 2019
- Tegenaria euxinica Dimitrov, 2022
- Tegenaria faniapollinis Brignoli, 1978
- Tegenaria femoralis Simon, 1873
- Tegenaria ferruginea (Panzer, 1804)
- Tegenaria forestieroi Brignoli, 1978
- Tegenaria frumkini Aharon & Gavish-Regev, 2023
- Tegenaria gainesteros Aharon & Gavish-Regev, 2023
- Tegenaria gordani Komnenov, 2020
- Tegenaria guseinovi Zamani & Marusik, 2019
- Tegenaria halidi Guseinov, Marusik & Koponen, 2005
- Tegenaria hamid Brignoli, 1978
- Tegenaria hasperi Chyzer, 1897
- Tegenaria hauseri Brignoli, 1979
- Tegenaria hemanginiae Reddy & Patel, 1992
- Tegenaria henroti Dresco, 1956
- Tegenaria hoeferi Zamani, Kaya & Marusik, 2024
- Tegenaria ismaillensis Guseinov, Marusik & Koponen, 2005
- Tegenaria karaman Brignoli, 1978
- Tegenaria komarovi Ponomarev, 2022
- Tegenaria lapicidinarum Spassky, 1934
- Tegenaria latens Ponomarev, 2022
- Tegenaria lehtineni (Guseinov, Marusik & Koponen, 2005)
- Tegenaria lenkoranica (Guseinov, Marusik & Koponen, 2005)
- Tegenaria lepida Ponomarev, 2022
- Tegenaria levantina Barrientos, 1981
- Tegenaria longimana Simon, 1898
- Tegenaria lunakensis Tikader, 1964
- Tegenaria lyncea Brignoli, 1978
- Tegenaria maelfaiti Bosmans, 2011
- Tegenaria mamikonian Brignoli, 1978
- Tegenaria maroccana Denis, 1956
- Tegenaria maronita Simon, 1873
- Tegenaria mediterranea Levy, 1996
- Tegenaria melbae Brignoli, 1972
- Tegenaria mercanturensis Bolzern & Hervé, 2010
- Tegenaria michae Brignoli, 1978
- Tegenaria mirifica Thaler, 1987
- Tegenaria montana Deltshev, 1993
- Tegenaria montiszasensis Bolzern, Burckhardt & Hänggi, 2013
- Tegenaria naasane Aharon & Gavish-Regev, 2023
- Tegenaria nakhchivanica (Guseinov, Marusik & Koponen, 2005)
- Tegenaria occulta Ponomarev, 2022
- Tegenaria oribata Simon, 1916
- Tegenaria ornit Aharon & Gavish-Regev, 2023
- Tegenaria osetica Ponomarev, 2022
- Tegenaria pagana C. L. Koch, 1840
- Tegenaria pallens Zamani & Marusik, 2023
- Tegenaria parietina (Fourcroy, 1785)
- Tegenaria parmenidis Brignoli, 1971
- Tegenaria parvula Thorell, 1875
- Tegenaria pasquinii Brignoli, 1978
- Tegenaria percuriosa Brignoli, 1972
- Tegenaria pieperi Brignoli, 1979
- Tegenaria pindosiensis Bolzern, Burckhardt & Hänggi, 2013
- Tegenaria podoprygorai (Kovblyuk, 2006)
- Tegenaria pontica Charitonov, 1947
- Tegenaria prisnyi Ponomarev, 2021
- Tegenaria pseudolyncea (Guseinov, Marusik & Koponen, 2005)
- Tegenaria racovitzai Simon, 1907
- Tegenaria rahnamayi Zamani & Marusik, 2019
- Tegenaria ramblae Barrientos, 1978
- Tegenaria regispyrrhi Brignoli, 1976
- Tegenaria rhodiensis Caporiacco, 1948
- Tegenaria rilaensis Deltshev, 1993
- Tegenaria sbordonii Brignoli, 1971
- Tegenaria schmalfussi Brignoli, 1976
- Tegenaria schoenhoferi Bolzern, Burckhardt & Hänggi, 2013
- Tegenaria scopifera Barrientos, Ribera & Pons, 2002
- Tegenaria shillongensis Barman, 1979
- Tegenaria shirin Zamani & Marusik, 2019
- Tegenaria silvestris L. Koch, 1872
- Tegenaria sorani Zamani & Marusik, 2024
- Tegenaria talyshica Guseinov, Marusik & Koponen, 2005
- Tegenaria taurica Charitonov, 1947
- Tegenaria tekke Brignoli, 1978
- Tegenaria terskovi Ponomarev, 2023
- Tegenaria tetrica Ponomarev, Mikhailov & Shmatko, 2024
- Tegenaria tridentina L. Koch, 1872
- Tegenaria trogalil Aharon & Gavish-Regev, 2023
- Tegenaria tsekhok Ponomarev, Mikhailov & Shmatko, 2024
- Tegenaria tyrrhenica Dalmas, 1922
- Tegenaria utrish Ponomarev, Mikhailov & Shmatko, 2024
- Tegenaria vallei Brignoli, 1972
- Tegenaria vanensis Danişman & Karanfil, 2015
- Tegenaria vankeerorum Bolzern, Burckhardt & Hänggi, 2013
- Tegenaria vignai Brignoli, 1978
- Tegenaria wittmeri Brignoli, 1978
- Tegenaria yaaranford Aharon & Gavish-Regev, 2023
- Tegenaria yotami Aharon & Gavish-Regev, 2023
- Tegenaria zagatalensis Guseinov, Marusik & Koponen, 2005
- Tegenaria zamanii Marusik & Omelko, 2014

Selon World Spider Catalog (version 23.5, 2023) :
- † Tegenaria fragmentum Wunderlich, 2004
- † Tegenaria lacazei Gourret, 1887
- † Tegenaria obtusa Wunderlich, 2004
- † Tegenaria virilis Menge, 1854

## Systématique et taxinomie
Ce genre a été décrit par le naturaliste français Pierre-André Latreille en 1804. Son espèce type est Tegenaria domestica (Clerck, 1757).
La définition et la composition des genres Aterigena, Eratigena, Malthonica et Tegenaria a été revue par Bolzern, Burckhardt et Hänggi en 2013. Les nombreuses espèces qui avaient été placées dans le genre Malthonica par Guseinov, Marusik et Koponen en 2005 ont été déplacées vers Tegenaria.
La plupart des espèces néarctiques ont été transférées dans le genre Eratigena par Bolzern et Hänggi en 2016.
Arachne a été placée en synonymie par Simon en 1875.
Philoica a été placé en synonymie par Simon en 1898.
Drassina a été placé en synonymie par Wesołowska en 1988.
Trichopus a été placé en synonymie par Murphy et Merrett en 2000.
Mevianops et Philoicides ont été placés en synonymie par Ramírez, Grismado et Blick en 2004.

## Étymologie
Tegenaria est issu du latin tegetarius (« fabricant de couverture », de tegere « couvrir » , qui appartient à une racine indo-européenne °steg à laquelle se rattachent toge, tuile, et les composés protéger, détecter), en référence à la toile d'araignée en nappe que construit la Tégénaire domestique, le représentant emblématique de cette famille.

## Médecine magique et traditionnelle
L'automédication basée sur des pratiques magiques tient une place de choix dans les modes thérapeutiques de la médecine antique. Au IVe siècle av. J.-C., Aristote préconise d'avaler des araignées séchées pour guérir de la fièvre et de maladies. Cette cure avec des araignées séchées ou vivantes est recommandée en Europe jusqu'au XIXe siècle, avec en premier chef les tégénaires réputées guérir de nombreux maux (verrues, maux d'oreille, maladies de la peau, paludisme, asthme, maladies gynécologiques, hystérie, toux, affections rhumatismales…) et avoir des vertus aphrodisiaques. Leur utilisation en médecine traditionnelle se poursuit à ce jour.

## Publication originale
- Latreille, 1804 : « Tableau méthodique des Insectes. » Nouveau Dictionnaire d'Histoire Naturelle, Paris, vol. 24, p. 129-295.